# Arthur Raffalovich
Arthur Raffalovich (1853-1921) est un économiste et diplomate russe qui a joué un rôle central dans l'affaire Arthur Raffalovich, scandale médiatico-financier consistant à payer des journalistes ou des directeurs de média pour les inciter à écrire des articles favorables au placement en France des emprunts russes à la fin du XIXe siècle et au début du XXe siècle.

## Biographie
Il est le fils d'Hermann Raffalovich et Marie Raffalovich, d'origine juive de Odessa qui fuient les pogroms en Russie en 1881 pour s'installer en France. Son père a créé la compagnie d'assurances Rossia avec le baron et banquier Jacques de Gunzbourg. Son frère Marc André Raffalovich était un journaliste, essayiste et poète de langue français. Son cousin germain, Emmanuel Chaptal, fut quant à lui évêque auxiliaire de Paris.
Dès 1889, Arthur Raffalovich, achète le château de l'Ermitage, où il donne de nombreuses réceptions fastueuses, qui à sa mort sera revendu à l'audience des criées à un marchand de lingerie fine. Économiste libéral, auteur de nombreux traités et ouvrages, il est rédacteur au Journal des débats, sous la direction d'Étienne Bandy de Nalèche. Il est membre depuis 1883 de la Société d'économie politique.
Grand officier de la Légion d'honneur, il est représentant du ministère des Finances russe à Paris et correspondant de l'Institut. Arthur Raffalovich travaille à l'ambassade de Russie, où il s'emploie à corrompre plusieurs médias, afin d'obtenir des articles favorables aux emprunts russes. Sa correspondance avec le ministère des Finances russe est publiée dans L'Humanité du 5 décembre 1923 au 30 mars 1924.
Dans une lettre adressée le 2 novembre 1904 au ministre des Finances russe il écrit par exemple : « J'ai l'honneur de remettre à Votre Excellence les chèques payés par l'agent Lenoir pour le concours donné par la presse française durant le mois de septembre. J'y joins une sorte de clef, c'est-à-dire le numéro du chèque en face du journal qui a touché ».
En 1931 sort un recueil de 450 pages, qui provoque un certain émoi à Paris, regroupant l'ensemble de ces courriers sous le titre L'Abominable Vénalité de la presse (correspondance d'Arthur Raffalovich, d'après les documents des archives russes 1897-1917). L'émotion causée par la publication de ce livre concourt à la création en France en 1935 d'un statut de journaliste professionnel avec le vote à l'unanimité par le parlement de la loi Brachard.
En tout, il a distribué 6,5 millions de francs (environ 23 millions d'euros de 2005), entre 1900 et 1914, à de nombreux titres de la presse parisienne, de manière à assurer le succès du placement des emprunts russes dans le grand public.

## Publications
- Les finances de la Russie depuis la dernière guerre d’Orient, 1883
- La nouvelle loi sur les sociétés anonymes en Allemagne, 1884
- Travail et salaire, 1884
- Industrie au Wurtemberg, 1886
- L’année économique, 2 vol., 1888-1889
- L’impôt sur les alcools et le monopole en Allemagne, 1886
- La ligue pour la défense de la liberté et de la propriété en Angleterre, 1886
- Le Wurtemberg, 1886
- Le monopole de l’alcool en Allemagne, 1886
- Le logement de l’ouvrier et du pauvre (États-Unis, Grande-Bretagne, France, Allemagne, Belgique), 1887
- L’année économique, 2 vol., 1887-1889
- Les finances de la Russie (1887-1889), 1889
- Les socialistes allemands, 1891
- Le marché financier en 1891, précédé d’une étude sur les rapports de l’état et de la bourse, 1892
- Le marché financier en 1892, précédé d’une préface sur le rôle de la spéculation, 1893
- Le marché financier, 12 volumes, 1894-1915
- Dictionnaire du commerce, de l’industrie et de la banque, 1898-1901 (direction, avec Y. Guyot)
- Le commerce entre la France et la Russie (1887-1903). Statistique comparée, 1904
- Inflation et déflation, 1921 (avec Y. Guyot)